# 江藤俊哉ヴァイオリンコンクール
江藤俊哉ヴァイオリンコンクール（えとうとしやヴァイオリンコンクール）は、東京都小平市および財団法人・小平市文化振興財団の主催により開かれていた若手ヴァイオリニストのための音楽コンクール。小平市における文化振興施策の一環として、1996年より2008年まで計11回開催された。当時小平市に在住していたヴァイオリニスト江藤俊哉の名前を冠し、名誉審査員長を江藤が務めていた。

## 審査・部門
- ジュニア・アーティスト部門（参加資格は12歳から16歳まで。）
- ヤング・アーティスト部門（参加資格は17歳から26歳まで。）

※年齢は申込み締切日時点での満年齢。
両部門とも、第1次予選（音源による非公開審査）および第2次予選（本選と同じく実演奏による公開審査）によって本選出場者を決定。第2次予選会および本選会はルネこだいらにて行われた。

## 表彰
本選の入賞者には以下の奨学金もしくは賞金が贈られた。
- 奨学金（ジュニア・アーティスト部門を対象に贈呈）
第1位　20万円
第2位　10万円
第3位　5万円
- 賞金（ヤング・アーティスト部門を対象に贈呈）
第1位　50万円
第2位　30万円
第3位　15万円

## 入賞者

### 第1回（1996年）
- ジュニア・アーティスト部門
第1位　上原美喜子
第2位　矢津将也
第3位　小池彩織
- ヤング・アーティスト部門
第1位　大鹿由希
第2位　高橋和歌
第3位　吉田恭子

### 第2回（1997年）
- ジュニア・アーティスト部門
第1位　矢野玲子
第2位　飯島忠亮
第3位　城代さや香
- ヤング・アーティスト部門
第1位　上野真里
第2位　頴川晴子
第3位　磯祥男

### 第3回（1998年）
- ジュニア・アーティスト部門
第1位　松岡麻衣子
第2位　中村ゆか里
第3位　山本翔平
- ヤング・アーティスト部門
第1位　甲斐史子
第2位　宮崎万里
第3位　工藤真菜

### 第4回（1999年）
- ジュニア・アーティスト部門
第1位　高橋真史
第2位　松崎千鶴
第3位　大村真央
- ヤング・アーティスト部門
第1位　松井利世子 
第2位　小熊佐絵子
第3位　角張あゆ

### 第5回（2000年）
- ジュニア・アーティスト部門
第1位　原麻理子
第2位　青木恵音
第3位　藤崎美乃
- ヤング・アーティスト部門
第1位　飯島忠亮
第2位　川口静華
第3位　黒田裕理

### 第6回（2001年）
- ジュニア・アーティスト部門
第1位　長尾春花
第2位　川又明日香
第3位　蜷川紘子
- ヤング・アーティスト部門
第1位　小形真奈美
第2位　森本舞
第3位　漆原直美

### 第7回（2002年）
- ジュニア・アーティスト部門
第1位　米田有花
第2位　山田麻実
第3位　千田奈緒子
- ヤング・アーティスト部門
第1位　由良浩明
第2位　工藤真菜
第3位　三宅政弘

### 第8回（2003年）
- ジュニア・アーティスト部門
第1位　對馬佳祐
第2位　加藤小百合
第3位　城達哉
- ヤング・アーティスト部門
第1位　上原美喜子
第2位　相本朋子
第3位　岸田晶子

### 第9回（2004年）
- ジュニア・アーティスト部門
第1位　伊東真奈
第2位　森岡ゆりあ
第3位　常田俊太郎
- ヤング・アーティスト部門
第1位　印田千裕
第2位　中村真紀子
第3位　大村真央

### 第10回（2006年）
- ジュニア・アーティスト部門
第1位　外園彩香
第2位　岩木亜悠子
第3位　松原まり、鹿島綾
- ヤング・アーティスト部門
第1位　千田奈緒子
第2位　泉沙織
第3位　對馬佳祐

### 第11回（2008年）
- ジュニア・アーティスト部門
第1位　尾張拓登
第2位　杉谷悠
第3位　荒井優利奈
- ヤング・アーティスト部門
第1位　尾池亜美
第2位　對馬佳祐
第3位　会田莉凡